# Houssay (Loir-et-Cher)
Houssay ist eine französische Gemeinde mit 371 Einwohnern (Stand: 1. Januar 2022) im Département Loir-et-Cher in der Region Centre-Val de Loire. Sie gehört zum Arrondissement Vendôme und ist Teil des Kantons Montoire-sur-le-Loir. Die Einwohner werden Houssayens genannt.

## Geografie
Houssay liegt etwa 45 Kilometer nordwestlich von Blois und reicht im Westen knapp an das Flüsschen Fontaine de Sasnières heran. Umgeben wird Houssay von den Nachbargemeinden Saint-Rimay im Norden und Nordwesten, Thoré-la-Rochette im Norden und Nordosten, Villiersfaux im Osten, Ambloy im Süden und Südosten, Prunay-Cassereau im Süden, Sasnières im Westen und Südwesten sowie Villavard im Westen.

## Einwohnerentwicklung
| 1962                       | 1968 | 1975 | 1982 | 1990 | 1999 | 2006 | 2017 |
| 422                        | 384  | 368  | 354  | 346  | 371  | 368  | 387  |
| Quellen: Cassini und INSEE |      |      |      |      |      |      |      |

## Sehenswürdigkeiten
- Kirche Saint-Jacques aus dem 11. Jahrhundert

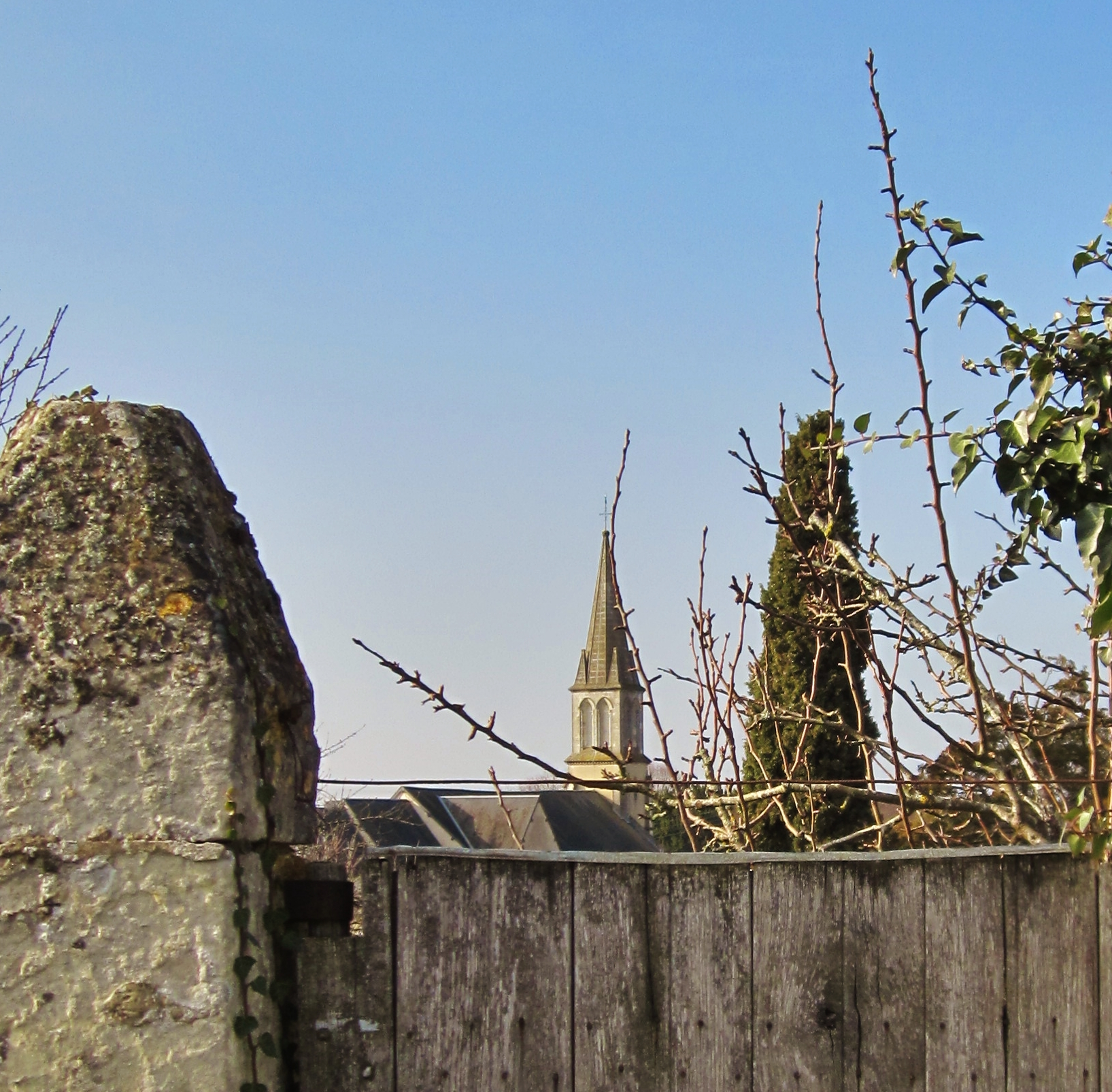
Blick auf die Kirche Saint-Jacques